# Pardosa pseudolapponica
Pardosa pseudolapponica este o specie de păianjeni din genul Pardosa, familia Lycosidae, descrisă de Marusik, 1995.
Este endemică în Kazakhstan. Conform Catalogue of Life specia Pardosa pseudolapponica nu are subspecii cunoscute.